# Cabeza de Vaca (Film)
Cabeza de Vaca ist eine mexikanische Filmbiografie aus dem Jahr 1991. Der von Nicolás Echevarría inszenierte Historienfilm erzählt einen Teil des Lebens des Konquistadors Álvar Núñez Cabeza de Vaca. In Deutschland ist er auch unter dem Titel Die Abenteuer des Cabeza de Vaca bekannt.

## Handlung
Der spanische Eroberer Álvar Núñez Cabeza de Vaca lebte etwa 1490 bis 1557, war ein Mitglied der Expedition des Pánfilo de Narváez, die nach ihrem Landgang im heutigen Tampa Bay eine vernichtende Niederlage gegen die Indianer Floridas erlebte.
Cabeza de Vaca und eine kleine Gruppe von Männern kann sich vor den Angriffen der Indianer retten, in dem sie fünf Lastkähne bauen und damit fluchtartig das Land verlassen. Mit diesen Lastkähnen segeln sie an der Küste des heutigen Floridas entlang nach Westen, an der Mündung des Mississippis vorbei, mit dem Ziel Mexiko. Doch an der Küste von Texas, auf der heutigen Insel Galveston, endet die Reise der Konquistadoren im Jahre 1528. Nach anfänglich guter Behandlung töten die Indianer die meisten der halbverhungerten Spanier und nehmen den Rest der Mannschaft gefangen. Cabeza de Vaca wird als Sklave zu einem Medizinmann gegeben und lernt dessen Handwerk. Nach Jahren der Gefangenschaft trifft er die letzten Überlebenden der Expedition wieder. Gemeinsam beschließen die vier Männer zu fliehen und es beginnt ein Roadmovie in einer Zeit, als es noch keine Straßen gab. Dies war der Beginn der ersten Überquerung des amerikanischen Kontinents durch Europäer. Die kleine Gruppe lebt bei verschiedenen indianischen Stämmen und Cabeza de Vaca schlägt sich als Heiler durch. Schon bald kann er tatsächliche Heilerfolge aufweisen und so werden er und seine Begleiter von den Indianern als heilige Männer hoch angesehen und von vielen Menschen auf ihrem Weg nach Westen begleitet. Der Film endet im Jahre 1536 mit der Ankunft der Gruppe in Culiacán, an der Pazifikküste Mexikos.

## Hintergrund
Der Film wurde nach dem Buch Die Schiffbrüche des Álvar Núñez Cabeza de Vaca aus dem Jahre 1542 gedreht. Der Stil des Films wechselt zwischen verschiedenen Modi: Zum einen gibt es direkte, fast dokumentarische Sequenzen, zum anderen setzt Nicolás Echevarría manchmal halluzinatorische Bilder ein, um die Wandlung des Konquistadors zu einem wahren Heiler zu beschreiben, die stilistisch eher an Luis Buñuel anknüpfen. Der Film verfolgt einen postkolonialen Ansatz, indem er die Chronologie der Erzählung ebenso aufbricht wie die geografische Gliederung, so dass ein Gefühl räumlicher Nähe weit entfernter Gegenden erzeugt wird. So wird zum einen die Orientierungslosigkeit Cabeza de Vacas gezeigt, zum anderen entspricht diese Landschaft auch der mentalen Verfassung des Protagonisten. Der Film bezieht sich häufig auf eine sehr emotionale Ebene, oft werden die Gesichter weinender Figuren in Großaufnahme gezeigt. Dies verweist auf den Austausch „gefährlicher Emotionen“ zwischen dem Spanier Cabeza de Vaca mit Indigenen, wobei sich dieser ihnen annähert. Diese Annäherung wird in der finalen Szene konterkariert, in der indigene Sklaven unter Anleitung eines spanischen Trommlers ein sehr großes christliches Symbol auf ihren Schultern durch eine karge Wüstenlandschaft tragen. Gegen Ende des Films, als der Kontakt zu Spaniern absehbar wird, greift dieser zudem den Wahrheitsgehalt des Bezugstextes an. So wird im Gespräch eines der Gefährten mit Cabeza de Vaca von diesem angemerkt, dass de Vaca vor den Spaniern nicht mehr über Magie sprechen solle.
Cabeza de Vaca wurde im Wettbewerb der Berlinale 1991 gezeigt. Der Fernsehtitel lautete „Die Abenteuer des Cabeza de Vaca“.
Es gibt eine auf 95 Minuten gekürzte Version des ursprünglich 112-minütigen Filmes, in welcher die von Cabeza de Vacas Bericht nicht belegten und bei Kritikern entsprechend umstrittenen Menschenfresserszenen am Marterpfahl bei den Blauen Amazonen herausgekürzt wurden.

## Kritik
„Von humanistischem Engagement geprägt, zeigt der Film die Problematik eines Inkulturationsprozesses, wobei er in der metaphorischen Schlußsequenz das Kreuz des Christentums noch immer als Zeichen der Ausbeutung und Unterdrückung betrachtet. Er besticht durch seine Mischung aus dokumentarisch wirkendem Filmmaterial und einer surrealen, der magisch-animistischen Denkweise der Indianer verpflichteten Erzählform.“